# Винита Терас (Мисури)
Винита Терас (енгл. Vinita Terrace) град је у америчкој савезној држави Мисури.

## Демографија
По попису из 2010. године број становника је 277, што је 15 (-5,1%) становника мање него 2000. године.
| Група             | 2000.       | 2010.       |
| Белци             | 75 (25,7%)  | 60 (21,7%)  |
| Афроамериканци    | 215 (73,6%) | 202 (72,9%) |
| Азијати           | 1 (0,3%)    | 1 (0,4%)    |
| Хиспаноамериканци | 0 (0,0%)    | 3 (1,1%)    |
| Укупно            | 292         | 277         |